# Tabac (couleur)
Pour les articles homonymes, voir Tabac (homonymie).
Le nom de couleur tabac désigne une teinte de brun ou de jaune rabattu en usage principalement dans le domaine de l'habillement et de la mode et de la décoration, d'après la couleur de la poudre de tabac à priser.
Les dénominations Tabac, Tabac foncé, Tabac de pays, Tabac d'Hollande, Tabac d'Espagne, Tabac d'Hollande foncé et Tabac de Venise figurent parmi celles des teinturiers français en 1786.
L'expression « couleur de tabac rapé de France » est attestée en 1807. Cette couleur, définie comme brune, est différente de celle du tabac rapé d'Espagne, définie comme musc, grisâtre ;  elles s'obtiennent par des procédés différents. Le Dictionnaire des termes usités dans les sciences naturelles de 1834 cite « le brun couleur de tabac rapé » et le « jaune tabac d'Espagne »  parmi les nuances de ces couleurs dans leurs articles respectifs.
Le Répertoire de couleur de la Société des chysanthémistes, de 1905, donne quatre tons de Brun Tabac, avec comme synonyme la couleur Terre de Cologne du marchand de couleurs Bourgeois. Brun tabac est classé entre Terre d'Ombrie et Brun Havane pour la teinte, et entre le violet noirâtre et le vert lierre pour la force des tons.

## Nuanciers
Dans les nuanciers modernes, les deux couleurs notées au XIXe siècle se retrouvent : en couleur de fil 435 tabac ; en décoration, 38 tabac, tabac, Platane tabac.